# Cementerio General de Cobija
El Cementerio General de Cobija es un espacio funerario en la ciudad de Cobija, al norte de Bolivia.

## Historia
Fue construido en 1924 y los sepulcros más antiguos registrados son de 1926, sepulturas anteriores perdieron datos con el tiempo.

## Características
El cementerio presenta características principalmente republicanas y alberga sepulturas de tipo columbario, así como sepulturas en piso y mausoleos familiares e institucionales.

## Ritos funerarios y tanatoturismo
El cementerio general de Cobija alberga ritos relacionados con la fiesta de Todos Santos el 1 de noviembre, en estas fechas se ofrecen servicios de restaurado y reparación en los sepulcros.